# تخليق نووي بدائي
يشير التخليق النووي البدائي (أو التخليق النووي بعد الانفجار العظيم الذي يرمز له اختصاراً BBN) في علم الكون الفيزيائي إلى عمليات التخليق النووي التي حدثت مباشرة بعد الانفجار العظيم) وأدت إلى إنتاج نوى بعض العناصر الخفيفة مثل الهيليوم والليثيوم. خلال المراحل المبكرة الأولى من تشكّل الكون.
قدّر علماء الفلك أن التخليق النووي الابتدائي قد جرى خلال وقت قصير بين 10 ثوان إلى 20 دقيقة بعد الانفجار العظيم، حيث أدى في البداية إلى تشكيل أغلب الهيليوم في الكون على شكل النظير هيليوم-4، بالإضافة إلى كميات صغيرة من الديوتيريوم والنظير هيليوم-3، وكميات قليلة جداً من النظير ليثيوم-7. بالإضافة إلى هذه النظائر المستقرة السابقة هناك نظيرين غير مستقرين (نويدات مشعة) تشكلا وهما التريتيوم وبيريليوم-7، واللذان يضمحلّان (يتحللان) لاحقاً إلى He-3 و Li-7.
إن العناصر الأثقل من الليثيوم قد تشكّلت بعد ذلك عندما تكونت النجوم وجرت فيها تفاعلات الانصهار النجمي، في النجوم النامية والمتفجرة.

## تاريخ النظرية
تعود فكرة هذه النظرية إلى أعمال الفيزيائي جورج جاموف عام 1946. في عام 1950 وصف العالم هاياشي شوشيرو Hayashi Chūshirō العملية الترموديناميكية بين النيوترون والبروتون لتشكيل العناصر الخفيفة، وفي عام 1966 وضع رالف ألفر نموذجاً لتخليق 4He.

## الخصائص
هناك العديد من الخصائص المهمة لعملية «التخليق النووي بعد الانفجار العظيم انخفضت»:
- حُددت الشروط الأولية (نسبة البروتونات للنيوترونات) في الثانية الأولى بعد الانفجار العظيم.
- كان الكون شبه متجانس إلى حد كبير في ذلك الوقت، وكان يهيمن الإشعاع عليه بشدة.
- حدث الاندماج النووي بعد الانفجار العظيم بـ 10 ثوانٍ إلى 20 دقيقة تقريبًا؛ هذا يتوافق مع مدى الحرارة عندما انخفضت درجة حرارة الكون إلى درجة كافية للسماح للتكوين الديوتيريوم في الوجود، لكنه لم يكن ساخنًا وكثيفًا بما يكفي لحدوث تفاعلات الاندماج النووي بمعدل كبير.[2]
- كان بي بي إن (التخليق النووي) واسع الانتشار عبر الكون المرصود بأكمله.

تُعتبر نسبة عدد الباريونات للفوتونات المعامل الرئيسي الذي يسمح للعلماء بحساب تأثيرات بي بي إن، وهي نسبة صغيرة في حدود 6*10−10. يعبر هذا المعامل عن كثافة الباريونات ويتحكم بمعدل تصادم النويات وتفاعلها؛ ويمكن من هنا حساب وفرة العناصر بعد انتهاء التخليق النووي. على الرغم من أن نسبة الباريونات للفوتونات مهمة في تحديد وفرة العناصر، إلا أن القيمة الدقيقة لا تُحدث فرقًا كبيرًا في الصورة العامة للنتائج. بدون تضمين تغيرات كبيرة في نظرية الانفجار العظيم نفسها، سيؤدي بي بي إن إلى خلق وفرة في العناصر وفق النسب الكتلية التالية تقريبًا: 75 % من الهيدروجين-1، 25% من الهيليوم-4، 0.01% من الديوتيريوم والهيليوم-3، وكميات ضئيلة (بحدود 10−10) من الليثيوم، وعناصر أثقل بنسبة شبه معدومة. يعتبر توافق الوفرة المرصودة في الكون بشكل عام مع هذه الأرقام دليلًا قويًا على سلامة نظرية الانفجار العظيم.
في هذا الحقل العلمي، ولأسباب تاريخية، من المعتاد استخدام «الكسر الكتلي» للهيليوم -4، الذي يحمل رمز (واي Y)، أي أن نسبة 25% من الهيليوم-4 تعني أن ذرات الهيليوم-4 تشكل 25% من الكتلة الكلية، لكن أقل من 8% من النويات الناتجة ستكون نويات الهيليوم-4. عادة ما يُعبر عن النويات الأخرى (ذات الكميات الضئيلة) وفق نسبتها لكمية الهيدروجين.
ظهرت أولى الحسابات المُفصلة لوفرة النظائر الابتدائية في عام 1966. وجرى تنقيحها على مر السنين باستخدام التقديرات المُحدثة لمعدلات التفاعلات النووية. في عام 1993، أُجريت أول دراسة منهجية باستخدام «طريقة مونت كارلو» على طريقة تأثر تنبؤات النظائر نتيجة عدم اليقين في معدل التفاعلات النووية، على مدى درجة الحرارة المعنية.

## المعاملات المهمة
يعتمد تكون العناصر الخفيفة خلال بي بي إن على عدد من المعاملات؛ من بينها نسبة النيوترونات للبروتونات (القابلة للحساب باستخدام فيزياء «النموذج المعياري») ونسبة الباريونات للفوتونات.

### نسبة النيوترونات للبروتونات
حُددت نسبة النيوترونات للبروتونات باستخدام فيزياء النموذج العياري قبل عصر التخليق النووي، خاصةً خلال أول ثانية بعد الانفجار العظيم. يمكن أن تتفاعل النيوترونات مع البوزيترونات أو جسيمات الإلكترون نيوترينو لتكوين بروتونات وجسيمات أخرى وفق التفاعلات التالية:
{\displaystyle {\ce {n\ +e+<=>{\overline {\nu }}_{e}+p}}}
{\displaystyle {\ce {n \ + \nu_{e}<=> p + e-}}}
في أوقات أبكر بكثير من أول ثانية بعد الانفجار العظيم، كانت هذا التفاعلات سريعة وحافظت على نسبة النيوترونات للبروتونات (إن/بّي n/p) قريبة من 1:1. مع انخفاض درجة الحرارة، انزاح هذا التوازن لصالح البروتونات بسبب كتلتها الأقل بدرجة طفيفة، وانخفضت نسبة إن/بّي بسلاسة. استمرت هذه التفاعلات حتى يتسبب انخفاض درجة الحرارة والكثافة في تبطيء التفاعلات للغاية، والتي حدثت عند حرارة تعادل تقريبًا 0.7 ميغا إلكترون فولت (بعد نحو ثانية واحدة) وتُسمى «درجة حرارة التجمد». عند هذه الحرارة، كانت نسبة إن/بّي نحو 1/6. مع ذلك، فإن النيوترونات الحرة هي غير مستقرة إذ تتمتع بمتوسط عمر يساوي 880 ثانية؛ ما يعني أن بعض النيوترونات قد اضمحلت بعد دقائق قليلة قبل اندماجها لتكون النويات، وبالتالي فإن نسبة إن/بّي الكلية بعد انتهاء التخليق النووي هي نحو 1/7. أما بالنسبة للنيوترونات التي اندمجت بدلًا من أن تضمحل، فقد انتهى المطاف بجميعها تقريبًا بتكوين الهيليوم-4، نظرًا لحقيقة تمتع الهيليوم-4 بأعلى «طاقة ترابط نووي» لكل نوية بين العناصر الخفيفة. يتنبأ هذا بأن نحو 8% من جميع الذرات يجب أن تكون ذرات الهيليوم-4، ما يعني أن الكسر الكتلي للهيليوم-4 يساوي 25% تقريبًا، وهو ما يتوافق مع عمليات الرصد. بقيت كميات ضئيلة من الديوتيريوم والهيليوم-3 نظرًا لعدم وجود وقتٍ وكثافة كافيين لتفاعلهما لتشكيل الهيليوم-4.

## اقرأ أيضاً
- نشوء عدمي